# Rhytidortalis rugifrons
Rhytidortalis rugifrons är en tvåvingeart som först beskrevs av Thomson 1869.  Rhytidortalis rugifrons ingår i släktet Rhytidortalis och familjen bredmunsflugor. Inga underarter finns listade i Catalogue of Life.